# Le Fay-Saint-Quentin
Le Fay-Saint-Quentin är en kommun i departementet Oise i regionen Hauts-de-France i norra Frankrike. Kommunen ligger i kantonen Nivillers som tillhör arrondissementet Beauvais. År 2022 hade Le Fay-Saint-Quentin 529 invånare.

## Befolkningsutveckling
Antalet invånare i kommunen Le Fay-Saint-Quentin
| Referens: INSEE |